# Красноярский (Воронежская область)
Красноярский — хутор в Верхнемамонском районе Воронежской области России. Входит в состав Верхнемамонского сельского поселения.

## География
Хутор расположен на реке Гнилуша, на дороге из Лозового в Приречное.

## Население
| 2010 | 2021 |
| ---- | ---- |
| 1    | ↘0   |